# Légende d'amour
Légende d'amour (en russe : Легенда о любви / Leguenda o lioubvi) est un ballet en 3 actes chorégraphié par Iouri Grigorovitch, sur une musique d'Arif Melikov et un livret de Nâzım Hikmet, qui fut créé le 23 mars 1961 au théâtre Mariinski (qui s'appelait alors « le Kirov »). Le livret est inspiré d'un épisode pathétique (celui des amours de Chirine et de l'architecte Farhad), connu de Turquie jusqu'en Inde, tiré du poème Khosrow et Chirine de Nizami.
Ayant été un succès à l'échelle de l'URSS, le ballet fut mis en scène dans plusieurs pays d'Europe. Il est considéré comme l'une des plus belles œuvres de l'ex-Union Soviétique.

## Principaux rôles
| Rôle                          | Créateur (le 23 mars 1961) |
| ----------------------------- | -------------------------- |
| Mekhmené Banou (Мехменэ Бану) | Olga Moïsseïeva            |
| Chirine (Ширин)               | Irina Kolpakova            |
| Ferkhad (Ферхад)              | Alexandre Gribov           |
| Le Vizir (Визирь)             | Anatoli Gridine            |
| L'Étranger (Незнакомец)       | Anatoli Sapogov            |